# Adrian Scott Stokes

Charles Adrian Scott Stokes (1854-1935) fue un pintor paisajista inglés nacido en Southport, Lancashire. Era negociante de algodón en Liverpool cuando su talento artístico fue descubierto por John Herbert, quien le aconsejó que enviara sus dibujos a la Real Academia. Ingreso a la escuela de la Real Academia en 1872 y expuso ahí su obra por vez primera en 1876.
Desde 1876, viajando por Fontainebleau y Barbizon, estuvo bajo la influencia de paisajistas franceses plenairistas como Jules Bastien-Lepage. También pintó escenas de género y retratos influenciado por Frederic Leighton, John Everett Millais y parisinos como Pascal Dagnan-Bouveret.
Junto con su esposa Marianne, pasó los veranos de 1885 y 1886 en Skagen, en el extremo norte de Dinamarca, donde había una colonia de artistas conocida como los pintores de Skagen. Allí, la pareja entabló una estrecha amistad con Michael y Anna Ancher. Después de una prolongada estancia en Francia, la pareja volvió a Gran Bretaña donde se asentaron en la bahía de Carbis en Cornualles y se unieron a la colonia de artistas de St Ives en 1886.
Adrian Stokes fue un paisajista que se interesó primero en representar los efectos atmosféricos y más tarde los paisajes decorativos. Fue autor de Landscape Painting (1925). Se convirtió en asociado de la Royal Academy of Arts en 1909 y académico en 1919, ganó medallas en la Exposición Universal de París y en la Feria Mundial de Chicago (1889), se convirtió en el primer presidente de la St Ives Society of Arts (1890) y vicepresidente de la Royal Watercolour Society (1932). Su esposa, Marianne Preindlesberger, fue muy conocida como artista con su nombre de casada, Marianne Stokes. 

## Literatura adicional
- Evans, Magdalen (2009). Utmost fidelity: the painting lives of Marianne and Adrian Stokes. Sansom & Company. ISBN 978-1-906593-01-8.

- Datos: Q329623
- Multimedia: Adrian Scott Stokes / Q329623